# Victoria Puig
Victoria Enriqueta Puig Parada o Chichi Puig de Lange (3 de diciembre de 1916, Guayaquil, Ecuador- 14 de mayo de 2008, Miami, Estados Unidos) fue una periodista, diplomática y cantautora ecuatoriana y su nombre está considerado como "uno de los más simbólicos y prestigiosos de la prensa rosa de los años sesenta y setenta", tanto así que en Ecuador la frase "¿Qué dirá la Chichi Puig?" se convirtió en parte del folclore, para referirse a un hecho que altera lo establecido.

## Reseña biográfica
Sus padres fueron el ecuatoriano Carlos Puig Vilazar y la panameña Rosa Parada Groose, ambos diplomáticos. Por esta razón cursó parte de sus estudios en el colegio San José de las Señoritas Ucros, en Panamá; y en el colegio Inmaculate Heart, de Los Ángeles, en Estados Unidos.
Trabajó como periodista desde inicios de la década de los sesenta hasta el final de su vida, principalmente en Estados Unidos, país en el que vivió por más de cuarenta años.
Entre 1963 y 1965  desempeñó el cargo de cónsul general del Ecuador en Miami, (Estados Unidos), cuando era canciller Neptalí Ponce.
En 1967 fue condecorada con la Orden Nacional al Mérito, la cual se la otorgó el entonces Presidente de la República del Ecuador, Otto Arosemena Gómez.
En 1978 presentó el disco  La Novia del Río, trabajo estaba dedicado a Guayaquil que fue interpretado por la cantante guayaquileña Patricia González.
En 2003 publicó el libro Sol con agua, bajo el sello editorial de Vistazo. El prólogo de su libro lo escribió el periodista, escritor y diplomático colombiano Plinio Apuleyo Mendoza.
Falleció el 14 de mayo de 2008 en Estados Unidos, donde vivió el último año junto a su hijo. El 6 de junio de 2008 se llevó a cabo su sepelio en Guayaquil. Sus hijos Christian y Bárbara viajaron hasta su ciudad natal para cumplir el último deseo de su madre, cuyas cenizas fueron depositadas en el Cementerio General o Panteón Patrimonial de la Junta de Beneficencia de Guayaquil, donde reposan también los restos de sus padres.

## Vida profesional
Comenzó su trabajo como periodista en la década de los sesenta, publicando en las revistas Zig-Zag de Chile y Vistazo de Ecuador. Posteriormente, en 1969, fue contratada por la revista Vanidades. En 1984 le ofrecieron la dirección de la revista Harper’s Bazaar, la cual aceptó. En 1978 fundó Idea Plus International, empresa que ofrecía artículos a publicaciones mundiales y que la dirigía desde su casa en Estados Unidos. Fue columnista en algunos medios de comunicación como el diario Miami Herald y diario El Telégrafo de Guayaquil. Desde 1971 escribió para la revista Hogar, de Ecuador, para la cual continuó colaborando con frecuencia hasta 2007, cuando su salud se quebrantó debido al cáncer.

## Vida personal
Contrajo matrimonio en tres ocasiones. En 1935 se casó con Luis Aguirre Luque, con quien tuvo a su hijo Luis Carlos Aguirre Puig. Tras su divorcio, contrajo matrimonio de nuevo en 1941 con James Dall Brown; y producto de esta relación, nació su segunda hija, Bárbara Brown Puig. Luego conoció a Harold Lange Browne quien en 1947 se convirtió en su tercer esposo. De esta última unión nació su último hijo, Christian Lange Puig.